# ロバート・バーナード・アンダーソン
ロバート・バーナード・アンダーソン（英語：Robert Bernard Anderson、1910年6月4日 - 1989年8月14日）は、アメリカ合衆国の政治家、官僚、実業家。ドワイト・D・アイゼンハワー政権で第4代海軍長官、第5代国防副長官、第56代財務長官を務めた。

## 生涯
1910年6月4日にテキサス州バーレソンで誕生した。アンダーソンは高校教師を務めた後にテキサス大学法律学校に入学し、1932年に卒業する。その後テキサス州において事業活動・法律業務・公的・政治的職業に従事する。第二次世界大戦の間は陸軍長官のアドバイザーを務めた。
1953年2月4日にドワイト・D・アイゼンハワー政権で海軍長官に就任した。海軍長官として彼は海軍内での人種隔離問題を終了させ、柔軟な防衛戦略を維持するための技術的進歩及び兵力水準を主張した。1954年5月にアンダーソンは国防副長官に就任し、1955年には自由勲章を受章した。1957年から1961年まで財務長官を務めた。同職を終えた後彼は事業や投資業、銀行業務に携わり、1960年代になるとリンドン・ジョンソン大統領の下で外交使節団として貢献した。

## 不幸
アンダーソンはその生涯後半において不幸に見舞われた。彼はアルコール中毒のため数回入院した。彼はイギリス領西インド諸島のアンギラ商為替銀行を不法に運営した。同銀行は無免許の支店をニューヨークに開設し、数人の投資家は1980年代にその資産を失った。1987年に銀行法違反と脱税の罪で禁固刑を宣告された。ニューヨーク中間上訴裁判所の法廷はアンダーソンから弁護士の資格を剥奪・除名する際に「私たちは財務長官、海軍長官、そしてパナマ運河交渉の特別大使として国家に貢献した人物が不正で誤った判断によってその経歴を曇らせ、終了させることが悲しい。」と述べた。

## 死去
1989年8月14日にニューヨーク州ニューヨークで死去した。79歳であった。